# Комарино (Псковская область)
Комарино — деревня в Струго-Красненском районе Псковской области России. Входит в состав сельского поселения «Новосельская волость».

## География
Находится на северо-востоке региона, в лесной местности, у озера Комаринское, реки Белка. Два обособленных квартала деревни разделены федеральной автодорогой Р-23. Произрастает ольха, берёза.
Уличная сеть не развита.

## История
Согласно Закону Псковской области от 28 февраля 2005 года деревня Комарино вошла в состав образованного муниципального образования Хрединская волость с 1 января 2006 года.
До апреля 2015 года деревня Комарино входила в Хрединскую волость.
В соответствии с Законом Псковской области от 30 марта 2015 года № 1508-ОЗ деревня Комарино, вместе с другими селениями упраздненной Хрединской волости, вошла в состав образованного муниципального образования Новосельская волость.

## Население
| 2001 | 2002 | 2010 | 2011 |
| ---- | ---- | ---- | ---- |
| 27   | ↗46  | ↘19  | ↗20  |

## Инфраструктура
Личное подсобное хозяйство. Вывоз леса, деревообработка.
Почтовое отделение, обслуживающее д. Комарино, — 181120; расположено в д. Лудони.

## Транспорт
Остановка общественного транспорта на 219-й километре автодороги Санкт-Петербург- Псков — Невель (Р-23).